# Sing (Ed Sheeran)
Sing è un singolo del cantautore britannico Ed Sheeran, pubblicato il 14 aprile 2014 come primo estratto dal quarto album in studio X.

## Tracce
Testi e musiche di Ed Sheeran e Pharrell Williams, eccetto dove indicato.
Download digitale
1. Sing – 3:55

CD singolo (Germania)
1. Sing – 3:57
2. Sing (Live @ 1LIVE Radiokonzert) – 6:51

Download digitale (Regno Unito)
1. Sing (Live @ 1LIVE Radiokonzert) – 6:49
2. Sing (Trippy Turtle Remix) – 4:06
3. Friends – 3:10 (Ed Sheeran)

## Formazione
Musicisti
- Ed Sheeran – voce, chitarra
- Andrew Coleman – chitarra aggiuntiva

Produzione
- Pharrell Williams – produzione
- Andrew Coleman – registrazione, montaggio e arrangiamento digitali
- Ramon Rivas – assistenza alla registrazione
- Rob Sucheki – assistenza alla registrazione
- Mark "Spike" Stent – missaggio
- Stuart Hawkes – mastering

## Classifiche

### Classifiche settimanali
| Classifica (2014) | Posizione massima |
| ----------------- | ----------------- |
| Australia         | 1                 |
| Austria           | 11                |
| Belgio (Fiandre)  | 26                |
| Belgio (Vallonia) | 19                |
| Canada            | 4                 |
| Danimarca         | 15                |
| Finlandia         | 17                |
| Francia           | 5                 |
| Germania          | 7                 |
| Irlanda           | 1                 |
| Italia            | 2                 |
| Lussemburgo       | 4                 |
| Nuova Zelanda     | 1                 |
| Paesi Bassi       | 12                |
| Regno Unito       | 1                 |
| Spagna            | 24                |
| Stati Uniti       | 13                |
| Svezia            | 22                |
| Svizzera          | 7                 |

### Classifiche di fine anno
| Classifica (2014) | Posizione |
| ----------------- | --------- |
| Italia            | 33        |
| Regno Unito       | 11        |